# Bogusław Solecki

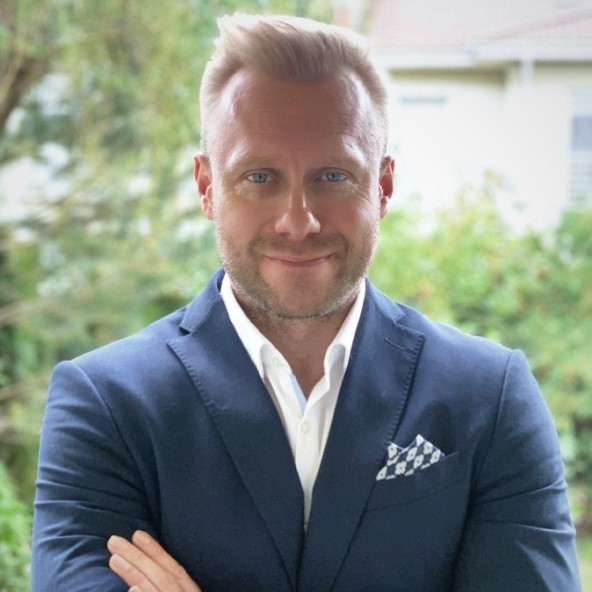

Bogusław Solecki (ur. 1 kwietnia 1975 w Opolu) – polski dziennikarz i komentator sportowy, prezenter, konferansjer i lektor TVP Sport.

## Życiorys
W młodości interesował się muzyką i sportem (ćwiczył karate). Ukończył studia na Uniwersytecie Opolskim z tytułem magistra politologii.
Przez 11 lat był radiowcem. Karierę rozpoczął w 1996 jako prezenter w radiu Pro Kolor Opole. W kolejnych latach pracował jako dziennikarz w opolskich rozgłośniach radiowych (Plus, Fama). Od 1999 do 2006 pracował w Polskim Radio Opole.
W 2006 przeszedł do nowo utworzonego kanału TVP Sport.
W 2014 wraz z Maciejem Jabłońskim relacjonował z uroczystości w Teatrze Wielkim w Warszawie, gdzie doszło m.in. do podpisania porozumienia o współpracy między TVP a PKOl.
Komentował Igrzyska Olimpijskie m.in. w Pekinie, Londynie, Rio de Janeiro (2016). Relacjonował medale Agnieszki Wieszczek, Damiana Jankowskiego, Moniki Michalik.
W lutym 2019 komentował łyżwiarstwo szybkie wraz z Luizą Złotkowską.
Niegdyś prezentował programy takie jak: Euroexpress, Droga do Euro, Nasi Rywale, Stadion Info, Sport Telegram oraz Sportowy Wieczór.
Bogusław Solecki komentuje różne dziedziny sportu m.in. boks, judo, kolarstwo (Tour de Pologne), zapasy, podnoszenie ciężarów, karate, tenis stołowy, siatkówkę.
Obecnie prowadzi program Ring, Ring z dystansem oraz komentuje największe gale boksu.
Bogusław Solecki jest aktywny sportowo. 18 czerwca 2020 w konkursie „Lekkoatletyczne czwartki – Orlen TVP Sport Cup” okazał się najlepszym kulomiotem wśród gwiazd telewizji.